# Riksmötet 1999/2000
Riksmötet 1999/2000 var Sveriges riksdags verksamhetsår 1999–2000. Det pågick från riksmötets öppnande den 14 september 1999 till riksmötets avslutning den 15 juni 2000.
Riksdagens talman under riksmötet 1999/2000 var Birgitta Dahl (S).